# Università della Carolina del Sud
L'università della Carolina del Sud (in inglese University of South Carolina, abbreviati in USC, SC, South Carolina o semplicemente Carolina), è un'università pubblica con sede a Columbia, Carolina del Sud, Stati Uniti, supportata da 7 campus satelliti. Il campus storico copre una superficie di 359 acri (145 ettari) nel centro di Columbia, non lontano dalla South Carolina State House. L'Università è stata riconosciuta dalla Carnegie Foundation per le sue ricerche, venendo classificata tre le migliori dieci dalla U.S. News & World Report per essere una delle "più promettenti e innovative" e per decenni è stata riconosciuta annualmente per i prestigiosi laureati nei programmi di International Business. È anche la sede delle più grande collezioni di opere di Robert Burns e di letteratura scozzese fuori dalla Scozia, nonché proprietaria della più grande collezione delle opere di Ernest Hemingway del mondo.
Fondata nel 1801 come South Carolina College, USC è l'istituzione principale del Sistema Universitario della Carolina del Sud e offre oltre 350 programmi di studio. Questo sistema universitario conta approssimativamente 46.264 studenti, di cui 31.288 nel campus principale di Columbia (dati aggiornati all'autunno 2012). Le scuole professionali nel campus di Columbia includono business, ingegneria, legge, medicina e farmacia.
La sezione sportiva dell'università coinvolge 19 formazioni e compete nella Southeastern Conference (eccetto nel calcio maschile, facente parte della Sun Belt Conference) e sono conosciute come Gamecocks (Galli da combattimento). I Gamecocks hanno vinto 8 campionati nazionali, tra cui nel 2017, 2022 e 2024 nel pallacanestro femminile, nel 2010 e 2011 nel baseball, nel 2005 e 2007 nell'equitazione femminile e nel 2002 nell'atletica femminile.